# 1 000 kilomètres de Fuji 1988
Navigation
Édition précédente Édition suivante
Les 1 000 kilomètres de Fuji 1988, disputées le 9 octobre 1988 sur le Fuji Speedway, ont été la vingt-deuxième édition de cette épreuve et la dixième manche du Championnat du monde des voitures de sport 1988 et la sixième et dernière manche du Championnat du Japon de sport-prototypes 1988.

## La course

### Classement de la course
Voici le classement officiel au terme de la course,,.
- Les premiers de chaque catégorie du championnat du monde sont signalés par un fond jaune.
- Pour la colonne Pneus, il faut passer le curseur au-dessus du modèle pour connaître le manufacturier de pneumatiques.
- Les voitures ne réussissant pas à parcourir 75% de la distance du gagnant sont non classées (NC).

| Pos  | Classe | no  | Écurie                                  | Pilotes                                                  | Châssis                            | Pneus | Tours | Temps               |
| Pos  | Classe | no  | Écurie                                  | Pilotes                                                  | Moteur                             | Pneus | Tours | Temps               |
| ---- | ------ | --- | --------------------------------------- | -------------------------------------------------------- | ---------------------------------- | ----- | ----- | ------------------- |
| 1    | C1     | 1   | Silk Cut Jaguar                         | Martin Brundle Eddie Cheever                             | Jaguar XJR-9                       | D     | 224   | 5 h 28 min 05 s 941 |
| 1    | C1     | 1   | Silk Cut Jaguar                         | Martin Brundle Eddie Cheever                             | Jaguar 7.0L V12 Atmo               | D     | 224   | 5 h 28 min 05 s 941 |
| 2    | C1     | 17  | Omron Porsche AG                        | Klaus Ludwig Price Cobb                                  | Porsche 962C                       | D     | 223   | + 1 tour            |
| 2    | C1     | 17  | Omron Porsche AG                        | Klaus Ludwig Price Cobb                                  | Porsche Type-935 3.0L Flat-6 Turbo | D     | 223   | + 1 tour            |
| 3    | C1     | 8   | Joest Racing                            | Frank Jelinski "John Winter"                             | Porsche 962C                       | G     | 221   | + 3 tours           |
| 3    | C1     | 8   | Joest Racing                            | Frank Jelinski "John Winter"                             | Porsche Type-935 3.0L Flat-6 Turbo | G     | 221   | + 3 tours           |
| 4    | C1     | 27  | FromA Racing                            | Hideki Okada Stanley Dickens                             | Porsche 962C                       | B     | 221   | + 3 tours           |
| 4    | C1     | 27  | FromA Racing                            | Hideki Okada Stanley Dickens                             | Porsche Type-935 3.2L Flat-6 Turbo | B     | 221   | + 3 tours           |
| 5    | C1     | 61  | Team Sauber Mercedes                    | Jean-Louis Schlesser Jochen Mass Kenny Acheson           | Sauber C9                          | M     | 220   | + 4 tours           |
| 5    | C1     | 61  | Team Sauber Mercedes                    | Jean-Louis Schlesser Jochen Mass Kenny Acheson           | Mercedes-Benz M117 5.0L V8 Turbo   | M     | 220   | + 4 tours           |
| 6    | C1     | 25  | Advan Alpha Nova                        | Kunimitsu Takahashi Kazou Mogi                           | Porsche 962C                       | Y     | 217   | + 7 tours           |
| 6    | C1     | 25  | Advan Alpha Nova                        | Kunimitsu Takahashi Kazou Mogi                           | Porsche Type-935 3.0L Flat-6 Turbo | Y     | 217   | + 7 tours           |
| 7    | C1     | 99  | Rothmans Porsche Team Schuppan          | Maurizio Sandro Sala Eje Elgh                            | Porsche 962C                       | D     | 214   | + 10 tours          |
| 7    | C1     | 99  | Rothmans Porsche Team Schuppan          | Maurizio Sandro Sala Eje Elgh                            | Porsche Type-935 3.0L Flat-6 Turbo | D     | 214   | + 10 tours          |
| 8    | C1     | 28  | Leyton House Racing Team                | Naoki Nagasaka Kaoru Hoshino Masahiko Kageyama           | Porsche 962C                       | B     | 214   | + 10 tours          |
| 8    | C1     | 28  | Leyton House Racing Team                | Naoki Nagasaka Kaoru Hoshino Masahiko Kageyama           | Porsche Type-935 3.0L Flat-6 Turbo | B     | 214   | + 10 tours          |
| 9    | C1     | 23  | Nissan Motorsports                      | Kazuyoshi Hoshino Kenji Takahashi Allan Grice (en)       | Nissan R88C                        | B     | 214   | + 10 tours          |
| 9    | C1     | 23  | Nissan Motorsports                      | Kazuyoshi Hoshino Kenji Takahashi Allan Grice (en)       | Nissan VEJ30 3.0L V8 Turbo         | B     | 214   | + 10 tours          |
| 10   | C1     | 100 | Trust Racing Team                       | Sarel van der Merwe George Fouché Vern Schuppan          | Porsche 962C GTi                   | D     | 214   | + 10 tours          |
| 10   | C1     | 100 | Trust Racing Team                       | Sarel van der Merwe George Fouché Vern Schuppan          | Porsche Type-935 3.0L Flat-6 Turbo | D     | 214   | + 10 tours          |
| 11   | C2     | 103 | BP Spice Engineering                    | Eliseo Salazar Thorkild Thyrring                         | Spice SE88C                        | G     | 212   | + 12 tours          |
| 11   | C2     | 103 | BP Spice Engineering                    | Eliseo Salazar Thorkild Thyrring                         | Ford Cosworth DFL 3.3L V8 Atmo     | G     | 212   | + 12 tours          |
| 12   | C1     | 32  | Nissan Motorsports                      | Masahiro Hasemi Aguri Suzuki                             | Nissan R88C                        | B     | 210   | + 14 tours          |
| 12   | C1     | 32  | Nissan Motorsports                      | Masahiro Hasemi Aguri Suzuki                             | Nissan VEJ30 3.0L V8 Turbo         | B     | 210   | + 14 tours          |
| 13   | C2     | 121 | Cosmik GP Motorsport                    | Tom Hessert (en) Costas Los                              | Spice SE87C                        | G     | 209   | + 15 tours          |
| 13   | C2     | 121 | Cosmik GP Motorsport                    | Tom Hessert (en) Costas Los                              | Ford Cosworth DFL 3.3L V8 Atmo     | G     | 209   | + 15 tours          |
| 14   | GTP    | 202 | Mazdaspeed                              | Yojiro Terada David Kennedy                              | Mazda 767                          | D     | 209   | + 15 tours          |
| 14   | GTP    | 202 | Mazdaspeed                              | Yojiro Terada David Kennedy                              | Mazda 13J 2.6L 4-Rotor             | D     | 209   | + 15 tours          |
| 15   | C2     | 106 | Kelmar Racing                           | Ranieri Randaccio Vito Veninata                          | Tiga GC288                         | A     | 207   | + 17 tours          |
| 15   | C2     | 106 | Kelmar Racing                           | Ranieri Randaccio Vito Veninata                          | Ford Cosworth DFL 3.3L V8 Atmo     | A     | 207   | + 17 tours          |
| 16   | C1     | 11  | Leyton House avec Porsche Kremer Racing | Oscar Larrauri Bruno Giacomelli                          | Porsche 962CK6                     | B     | 206   | + 18 tours          |
| 16   | C1     | 11  | Leyton House avec Porsche Kremer Racing | Oscar Larrauri Bruno Giacomelli                          | Porsche Type-935 3.0L Flat-6 Turbo | B     | 206   | + 18 tours          |
| 17   | C1     | 33  | Takefuji (ja) Racing Team               | Brian Redman Derek Bell                                  | Porsche 962C                       | D     | 192   | + 32 tours          |
| 17   | C1     | 33  | Takefuji (ja) Racing Team               | Brian Redman Derek Bell                                  | Porsche Type-935 3.0L Flat-6 Turbo | D     | 192   | + 32 tours          |
| 18   | C2     | 171 | British Barn Racing Team                | Hideo Fukuyama Jirou Yoneyama Kiyoshi Misaki (en)        | JTK 63C                            | D     | 189   | + 35 tours          |
| 18   | C2     | 171 | British Barn Racing Team                | Hideo Fukuyama Jirou Yoneyama Kiyoshi Misaki (en)        | Ford Cosworth DFL 3.3L V8 Atmo     | D     | 189   | + 35 tours          |
| 19   | C2     | 127 | Chamberlain Engineering                 | Ian Khan (en) Arthur Abrahams (en) Dan Murphy            | Spice SE86C                        | A     | 187   | + 37 tours          |
| 19   | C2     | 127 | Chamberlain Engineering                 | Ian Khan (en) Arthur Abrahams (en) Dan Murphy            | Hart 418T 1.8L I4 Turbo            | A     | 187   | + 37 tours          |
| 20   | GTP    | 230 | Shizumatsu Racing                       | Tetsuji Shiratori Syuuji Fujii Terumitsu Fujieda         | Mazda 757                          | D     | 181   | + 43 tours          |
| 20   | GTP    | 230 | Shizumatsu Racing                       | Tetsuji Shiratori Syuuji Fujii Terumitsu Fujieda         | Mazda 13G 2.0L 3-Rotor             | D     | 181   | + 43 tours          |
| 21   | C1     | 37  | Toyota Team Tom's                       | Hitoshi Ogawa Stefan Johansson Paolo Barilla             | Toyota 88C-V                       | B     | 161   | + 63 tours          |
| 21   | C1     | 37  | Toyota Team Tom's                       | Hitoshi Ogawa Stefan Johansson Paolo Barilla             | Toyota R32V 3.2L V8 Turbo          | B     | 161   | + 63 tours          |
| 22   | C1     | 36  | Toyota Team Tom's                       | Masanori Sekiya Keiichi Suzuki Geoff Lees                | Toyota 88C-V                       | B     | 159   | + 65 tours          |
| 22   | C1     | 36  | Toyota Team Tom's                       | Masanori Sekiya Keiichi Suzuki Geoff Lees                | Toyota R32V 3.2L V8 Turbo          | B     | 159   | + 65 tours          |
| Abd. | C2     | 107 | Chamberlain Engineering                 | Claude Ballot-Léna Jean-Louis Ricci Ian Khan (en)        | Spice SE88C                        | A     | 197   | Tête à queue        |
| Abd. | C2     | 107 | Chamberlain Engineering                 | Claude Ballot-Léna Jean-Louis Ricci Ian Khan (en)        | Ford Cosworth DFL 3.3L V8 Atmo     | A     | 197   | Tête à queue        |
| Abd. | C1     | 7   | Joest Racing                            | Harald Grohs Bob Wollek                                  | Porsche 962C                       | G     | 191   | Moteur              |
| Abd. | C1     | 7   | Joest Racing                            | Harald Grohs Bob Wollek                                  | Porsche Type-935 3.0L Flat-6 Turbo | G     | 191   | Moteur              |
| Abd. | C1     | 62  | Team Sauber Mercedes                    | Mauro Baldi Philippe Streiff                             | Sauber C9                          | M     | 175   | Frein               |
| Abd. | C1     | 62  | Team Sauber Mercedes                    | Mauro Baldi Philippe Streiff                             | Mercedes-Benz M117 5.0L V8 Turbo   | M     | 175   | Frein               |
| Abd. | C2     | 111 | BP Spice Engineering                    | Ray Bellm Gordon Spice                                   | Spice SE88C                        | G     | 175   | Moteur              |
| Abd. | C2     | 111 | BP Spice Engineering                    | Ray Bellm Gordon Spice                                   | Ford Cosworth DFL 3.3L V8 Atmo     | G     | 175   | Moteur              |
| Abd. | C1     | 10  | Porsche Kremer Racing                   | Volker Weidler Manuel Reuter                             | Porsche 962CK6                     | Y     | 171   | Tête à queue        |
| Abd. | C1     | 10  | Porsche Kremer Racing                   | Volker Weidler Manuel Reuter                             | Porsche Type-935 3.0L Flat-6 Turbo | Y     | 171   | Tête à queue        |
| Abd. | C1     | 20  | Team Davey                              | Tim Lee-Davey Tom Dodd-Noble (de) Katsunori Iketani (de) | Porsche 962C                       | D     | 112   | Moteur              |
| Abd. | C1     | 20  | Team Davey                              | Tim Lee-Davey Tom Dodd-Noble (de) Katsunori Iketani (de) | Porsche Type-935 3.0L Flat-6 Turbo | D     | 112   | Moteur              |
| Abd. | C1     | 50  | SARD                                    | Syuuroku Sasaki Martin Donnelly Jochen Dauer (de)        | SARD MC88S                         | D     | 109   | Boite de vitesses   |
| Abd. | C1     | 50  | SARD                                    | Syuuroku Sasaki Martin Donnelly Jochen Dauer (de)        | Toyota 3S-GTM 2.1L I4 Turbo        | D     | 109   | Boite de vitesses   |
| Abd. | GTP    | 201 | Mazdaspeed                              | Takashi Yorino Yoshimi Katayama Pierre Dieudonné         | Mazda 767                          | D     | 96    | Boite de vitesses   |
| Abd. | GTP    | 201 | Mazdaspeed                              | Takashi Yorino Yoshimi Katayama Pierre Dieudonné         | Mazda 13J 2.6L 4-Rotor             | D     | 96    | Boite de vitesses   |
| Abd. | C1     | 2   | Silk Cut Jaguar                         | Jan Lammers Johnny Dumfries                              | Jaguar XJR-9                       | D     | 35    | Accident            |
| Abd. | C1     | 2   | Silk Cut Jaguar                         | Jan Lammers Johnny Dumfries                              | Jaguar 7.0L V12 Atmo               | D     | 35    | Accident            |
| Abd. | C1     | 86  | Italiya Racing Team                     | Takao Wada Anders Olofsson                               | March 88S                          | Y     | 25    | Surchauffe          |
| Abd. | C1     | 86  | Italiya Racing Team                     | Takao Wada Anders Olofsson                               | Nissan VG30 3.2L V6 Turbo          | Y     | 25    | Surchauffe          |
| Abd. | C1     | 77  | Memorex Telex Racing Team               | Tiff Needell Giampiero Moretti Harald Huysman            | Porsche 962C                       | G     | 14    | Echappement         |
| Abd. | C1     | 77  | Memorex Telex Racing Team               | Tiff Needell Giampiero Moretti Harald Huysman            | Porsche Type-935 3.0L Flat-6 Turbo | G     | 14    | Echappement         |
| Abd. | C1     | 85  | Person's Racing Team                    | Toshio Suzuki Akio Morimoto                              | March 88S                          | Y     | 11    | Moteur              |
| Abd. | C1     | 85  | Person's Racing Team                    | Toshio Suzuki Akio Morimoto                              | Nissan VG30 3.2L V6 Turbo          | Y     | 11    | Moteur              |
| Abd. | C1     | 45  | Auto Beaurex Motorsport                 | Andrew Gilbert-Scott Steven Andskär                      | Toyota 87C                         | D     | 6     | Suspension arrière  |
| Abd. | C1     | 45  | Auto Beaurex Motorsport                 | Andrew Gilbert-Scott Steven Andskär                      | Toyota 3S-GTM 2.1L I4 Turbo        | D     | 6     | Suspension arrière  |

## Pole position et record du tour
- Pole position :  Hideki Okada (#27 FromA Racing) en 1 min 18 s 210
- Meilleur tour en course :  Klaus Ludwig (#17 Omron Porsche AG) en 2 min 07 s 863

## À noter
- Longueur du circuit : 4,470 km
- Distance parcourue par les vainqueurs : 1 001,280 km